# Hans Frisak
Hans Frisak (Stange, 28 marzo 1773 – Fredrikstad, 17 agosto 1834) è stato un matematico e cartografo norvegese.

## Biografia
Militare della Marina col grado di sottotenente nel 1790, poi di tenente e infine di capitano, prese parte alle prime osservazioni meteorologiche dell'isola islandese.
 Tra il 1800 e il 1815 si dedicò alla cosiddetta triangolazione, ossia alla determinazione delle distanze dei punti visibili tra di loro dell'Islanda. Fu anche il primo nel 1813 a scalare la vetta del vulcano Hvannadalshnjúkur.

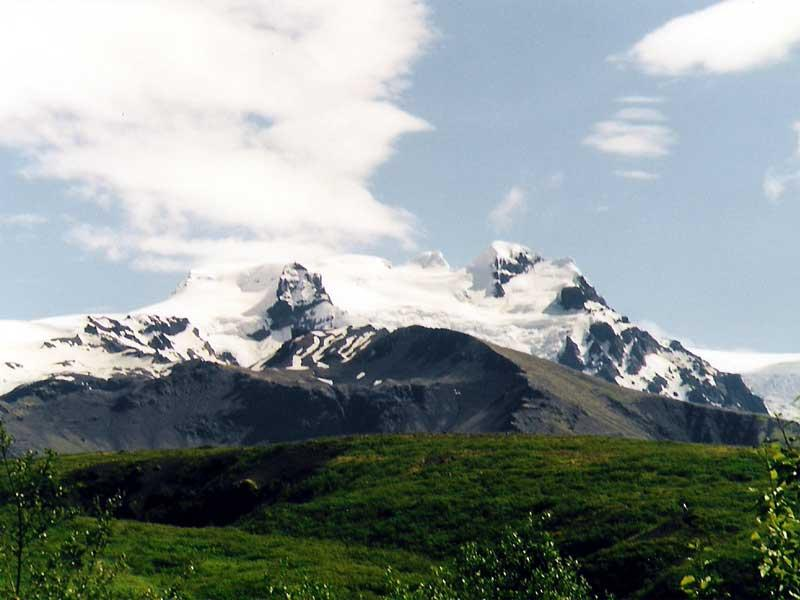
La vetta del vulcano Hvannadalshnjúkur con il ghiacciaio nella foto di Matias Ärje

È noto per aver preso parte nel 1834 all'inizio della mappatura dell'Islanda con Olaf Nikolas Olsen e Björn Gunnlaugsson ma, essendo malato, dovette abbandonare l'operazione.
Jules Verne cita Frisak nel capitolo XI del suo romanzo Viaggio al centro della Terra con i suoi due compagni, descrivendo l'Islanda.